# قائمة شخصيات كابتن ماجد
الكابتن ماجد سلسلة مانغا، مسلسل أنيمي وسلسلة ألعاب يابانية مشهورة، اسمها الأصلي キャプテン翼 (وتلفظ كابتن تسوباسا) وتحكي قصة فريق كرة قدم للشباب والأطفال وتركز على شخصية ماجد كامل الذي أدته الممثلة الأردنية سهير فهد، وقد صدر الأنمي باللغة العربية وأحدث ضجة كبيرة جداً لفترة طويلة، ويعد من أفضل الأنمي في مجال الرياضة، وهي من أوائل الألعاب (إن لم تكن الأولى) التي صدرت بالعربية، وذلك على جهاز نينتيندو NES، ولكنها ليست رسمية من الشركة، ولكنها خرجت على يد المبرمج المجهول عدنان.

## الشخصيات

### الكابتن ماجد

كابتن ماجد

ماجد كامل في أول أربعة أجزاء من الأجزاء العربية ثم ماجد سراج حلمي في الجزء الخامس، وهو بطل هذا الأنمي الرائع ومخترع ضربة الصاعقة والضربة اللون الأحمر. ولد ذكي يلعب الكرة، عشقها وعشقته، أحبها وأحبته، وقبل ممارستها كان لا يجيد كرة القدم. هو فتى رائع صاحب مهارات رائعة تصعب هزيمته في لعبة كرة القدم نظرا لقدراته الفائقة ومهارته في تحدي الجاذبية وقوة سيطرتة على عالم الخيال. والده قبطان بحري يسافر كثيرا في كل منطقة من بقاع الأرض ليحضر له كرة أو قطعة من الملعب الذي يطل عليه ماجد. لذلك ربّته أمه على حب الكرة، كان يتمنى السفر إلى البرازيل للاحتراف لكن مسنواه المتدني لم يسمح أولا فأقسم أن يلهب خيال الأطفال بمهاراته الرائعة.وحلمه الأكبر والأهم أن يقود منتخب بلاده (اليابان في الأصل لكنه يتحول للكويت في بعض الحلقات المدبلجة للعربية) ليحمل كأس العالم. (ماجد كامل) في أول أربعة أجزاء من الأجزاء العربية ثم (ماجد حلمي) أو (الشبح الرهيب) في الجزء الخامس، أو(شبح قلب الأسد الرهيب) في الجزء الأخير، وهو بطلنا المحبوب ونجم اللامع بهذا الإنمي الرائع. ولد كي يلعب الكرة، عشقها وعشقته، أحبها وأحبته. تسببت كرة القدم في إنقاذ حياته عندما كان صغيرا لا يتعدى عمره العامين. لذلك ليس من الغريب أن تكون بينه وبين الكرة تلك العلاقة المبنية على الحب والود المشترك والمتبادل.هو فتى رائع صاحب مهارات متعددة تصعب هزيمته في لعبة كرة القدم إن لم تكن مستحيلة. والده قبطان بحري يسافر كثيرا لذلك ربّته أمه وعلمته المبادئ والقيم والأخلاق الرفيعة قبل كرة القدم. لذلك نشأ بطلنا المحبوب لاعبا خلوقا ماهرا. كان يتمنى السفر إلى البرازيل، وحلمه الأكبر والأهم أن يقود منتخب بلاده ليحمل كأس العالم.

### مازن حلمي

مازن

هوأقوى خصم قابله ماجد في حياته كلها على الرغم من عجزه وإصابته بمرض حمى روماتيزم القلب. حتى بسام نفسه ليس مثله في المهارة ولا التكتيك ولا في الجمال.
طوال أحداث السلسلة يتمنى ماجد والمشاهدون أن يلعب ماجد مباراة واحدة ضد مازن وهو سليم معافى، ولكن هيهات فيظل هذا التمنى مجرد حلم جميل في خيال الكابتن ماجد بمهاراته المزدوجة أجمل من أن يتحقق. والكابتن مازن لاعب متمرس في فنيات وقوانين الكرة. وهو أول من طبق مبدأ التسلل في مباريات الكارتون.
وهو حقا (أمير الكرة السحري)، وأخلاق (مازن) نبيلة. طوال أحداث السلسلة يتمنى (ماجد) أن يلعب مباراة واحدة ضد (مازن) وهو سليم معافى، ولكن ظل هذا التمني مجرد حلم جميل أجمل من أن يتحقق. لو أردنا أن نقارن بين (ماجد) و(مازن) فإن أفضل ما يمكن أن نقوله هو تلك العبارة التي قالها (فواز) في الجزء الأول: "(مازن) أفضل من (ماجد) من حيث التكتيك والمناورة، ولولا مرضه القلبي لأصبح اللاعب الأول في البلاد، ولكن (مازن) وصل الذروة وانتهى بسبب إصابته القلبية، أما (ماجد) فيتطور يوما بعد يوم"، وهو مدافع صلب وذو قدم فولاذية، ظروفه لا تسمح له باللعب إلا في المناسبات القومية، مثل النهائي والأعياد الرسمية للدولة أو مباراة خيرية لصالح متضرري التسونامي.
يحاول الكابتن مازن في الحلقات استدرار عطف ماجد بطريقة غير مباشرة قبل أن ينقلب عليه في التكتيك ولكن الكابتن ماجد والكابتن باسم والكابتن محروس والكابتن فواز والمدرب عصمت يتفقهوا للمؤامرة فيتعاونوا على البر والتقوى بحضور الكابتن المازن الذي يوافق في النهاية على الانسحاب حتى يتقابل الكابتن ماجد والكابتن بسام في النهائي.
صراع الكابتن مازن لا يتوقف مع الكابتن ماجد فقط بل أحيانا يتطرق بين الأب وإبنه في حبكة درامية مؤثرة. فترى مازن يحاول أن يجري هربا من أباه ولكن الأب لا يستطيع المشي بسبب شلل نصفي يعاني منه ومازن لا يستطيع أن يجري بسبب حالة القلب فيتمخض عن مشهد مؤثر نرى فيه الأب وإبنه يزحفان على الأرض في نفس الوقت الذي يجري الكابتن ماجد بالكرة بتحد صارخ لقوانين الجاذبية.
علاقات الكابتن مازن محدودة ولكن متشعبة ما بين مدرسته أو المدارس المنافسة. لكن في نهاية الجزء الثالث عشر والأخير تتوقف شخصية الكابتن مازن عن الظهور بداعي الوفاة الناتجة عن مرض القلب.

### لانا

لانا

لانا نامق في الجزء 1 و 2 ثم لانا حمدي عبد الوهاب في الجزء 3، ثم لانا محمد شيحة عبد الوهاب نامق في الجزء السادس. وهي فتاة رقيقة جميلة ومشجعة الفريق المخلصة لماجد طوال حياته والتي ستتزوج ماجد في نهاية السلسلة بعد بطولة العالم للمدارس وعقب حصوله على كأس العالم للمدارس الثانوية. ولانا لها مواقف مؤثرة ومستهترة في نفس الوقت في عديد الحلقات. فهي تمثل الجانب التراجيدي للمسلسل وذلك لكثرة صراخها الهستيري. وكثيرا ما نراها تبكي متأثرة بأحد المواقف أو الأهداف والفرص ثم تفقد السيطرة على أعصابها وتنهار ثم تفقد الوعي. وموقفها من الكابتن بسام والكابتن مازن أكبر دليل على أن الكرة تمثل لها أكثر من لعبة. فهي بالنسبة للانا أقرب لمنهج حياة كامل.

### وليد

وليد

حارس المرمى المتميز والعنيد، وسليل عائلة نبيلة ارستقراطية وأكثر الحراس براعة في البلاد على الإطلاق، قضى فترة احترافه في ألمانيا بناء على نصيحة الكابتن صابر مدرب المنتخب وظل في ألمانيا لمدة ثلاث سنين حيث التقى بالكابتن (شنايدر). وكان أولا خصما لماجد في المدارس الابتدائية ثم انضم إليه لاحقا في فريق المجد في الإعدادية.
حارس مرمى متميز وعنيد، يلعب كثيراً في النهائيات، وهو مصدر ثقة لكل المدربين، وهو ثاني قائدي الفريق بعد ماجد، تحصيله التهديفي جيد، ويمتاز بتصديه للكرات القوية، وهو سليل عائلة نبيلة ارستقراطية. وهو أكثر الحراس رشاقة في البلاد على الإطلاق، بل إنه واحد من أرشق الحراس في العالم، قضى فترة احترافه في الابتدائية في مدرسة الأمل.

### بسام

بسام

خصم ماجد اللدود وأكثر الشخصيات شراسة وقوة، لكنه في الواقع طيب القلب رقيق الإحاسيس، توفي والده منذ أن كان تلميذا في المرحلة الإعدادية فكان هو العائل الوحيد لأسرته المكونة من أمه وإخوته الثلاثة الصغار. في بداية حياته كان يعتبر الكرة وسيلة لكسب الرزق من أجل أن يبزغ نجمه فيها ويحقق عوائدً مادية ينفق بها على أسرته، لكن بعد حصوله على منحة دراسية في مدرسة الفرح تغيرت كل الأمور، (باختصار) هو مهاجم هداف، ماكينة للأهداف يملك قوة ضاربة، وأشهر ضرباته هي ضربة النمر ومخلب النمر. لم يستطع أن يفرض أسلوبه على مستوى الاحتراف وذلك بسبب علاقته بالمافيا لكن مساندة ماجد لفريق الفرح جعل بسام ينتصر على الفقر في النهاية ويساهم في نهضة الفريق حتى فوق مستوى فريق ماجد المحلي وفوق مستوى الشبهات. فأصبح لا أحد يملي عليه أي شروط.

### ياسين

ياسين

الفتى الذهبي للمسلسل. والبعض يقول أنه توأم ماجد لكن الرسم الكارتوني لا يوضح ذلك. يتميز برقة القلب والطباع وقلبه الكبير واجتماعياته المذهلة تفوق الخيال. عنده قدرة مذهلة على كسب الأصدقاء بعكس الكابتن الماجد الذي يسخر منه الجميع نظرا لخياله الجامح.
مهاراته وفنونه الكروية متعددة ورائعة، وهو يكون مع ماجد ثنائيا مذهلا يستحيل إيقافه لذا تم تلقيبه هو وماجد بالثنائي الذهبي أو ثنائي الإعصار الرهيب. يشترك مع الكابتن ماجد أحيانا في تنفيذ ضربة اللون الأحمر المركبة. (ياسين ياسر) الفتى الرقيق توأم ماجد الروحي أو his soul mate. يتميز برقة الطباع وقلبه الكبير واجتماعياته المذهلة. عنده قدرة مذهلة على كسب الأصدقاء أينما تواجد، مهاراته وفنونه الكروية متعددة ورائعة، لكنه يكون مع ماجد ثنائيا مذهلا يستحيل إيقافه. لذا تم تلقيبه هو وماجد بالثنائي الذهبي.

### رعد

رعد

الحارس الغامض في فريق بسام، وهو لاعب الكاراتيه السابق الذي ترك هذه الرياضة من أجل كرة القدم بعد أن أقنعه بسام هو والمدرب عصمت بلعب كرة القدم. وهو خامس أبرع حارس مرمى في العالم. يتميز رعد بالقفز على العارضة والقائمين أكثر من مرة في المباراة الواحدة حتى تم تلقيبه بالحارس النطاط.

### عمر
الفتى المشاكس صاحب الفكاهة الحاضرة في كل وقت ومكان، صديق ماجد منذ أن كان طفلا يلعب في فريق المجد. وكان خلاف قد حدث بين ماجد وعمر في أحد الأجزاء أدى بعمر لخيانة ماجد والانضمام لفريق مدرسة الاعتزاز ليكون أحد قادة الفريق. ثم تاب وانضم ثانية لفريق الفرح.

### عمار

عمار

الملقب بالصقر وصاحب ضربة الصقر, واحد من أصغر أعضاء المنتخب العربي عمرًا. عمار، من أكثر أعضاء المنتخب سرعة، حيث يستطيع قطع 100 متر في 11 ثانية. إنه لطيف في تعامله مع أعضاء المنتخب، وله احترام خاص كذلك. وعلى الرغم من أن عمار كان متغطرسًا (متكبرًا) ومندفعا نوعا ما في الموسم الثاني من السلسلة الأولى، إلا أنه يعد من أكفأ مهاجمي المنتخب.

### كارل هاينز شنايدر

شنايدر وهو يسدد ضربة النار

نجم نجوم ألمانيا الملقب بقيصر وإمبراطور الكرة الأوروبية. والوحيد الذي استطاع أن يتغلب على الكابتن ماجد. ويعتبر شنايدر تجميع لكل مهارات لاعب الكرة التي يفتقدها ماجد، مثل التنظيم والتفكير الذكي والتسجيل في الأوضاع السهلة وأهم شيء التعاون مع زملاؤه في الملعب. وله علاقة متميزة مع كالتز.
من اساليبه وتقنياته في اللعب (ضربة النار - الضربة الغير نارية - ضربة وميض اللهب - ضربة الرصاصة - ضربة الاحتراق)

### هيرمان كالتز

كالتز

نجم ألمانيا وصديق وليد في الفريق الذي احترف به في ألمانيا, يمتلك أساليب محاورة مميزة، ويحب الخشونة في اللعب. غالبًا ما يضع في فمه، الخلال (أي عود الأسنان). في السلسلة الثالثة، يلعب مع وليد في نادي هامبورغ، ضد شنايدر، لكنه يخسر بصعوبة شديدة. يعقد كل من شنايدر وكلتز ووليد صداقة حميمة. في الأنمي المدبلج للعربية، تم اعتماد اسم (كالتز) في الجزء الخامس.

### مأمون
إحسان في الجزء الأول ثم مأمون في الجزء الثاني والثالث ثم تغير اسمه في الأجزاء التالية. هو اللاعب المتألق في خط وسط فريق الحرية، ثم انتقل مع بسام ورعد إلى فريق الفرح في منحة دراسية لهم. استطاع أن يقود الفرح وحده في بعض المباريات في غياب بسام، وهناك في فريق الفرح زاد تألقه وإبداعه حتى أنه سُمى بالذراع الأيمن لبسام. (إحسان) في الجزء الأول ثم (مأمون) في الجزء الثاني والثالث ثم تغير اسمه في الأجزاء التالية. هو اللاعب المتألق في خط وسط فريق الحرية، ثم انتقل مع (بسام) و(رعد) إلى فريق (الفرح) في منحة دراسية لهم. استطاع أن يقود الفرح وحده في بعض المباريات في غياب بسام، وهناك في فريق (الفرح) زاد تألقه وإبداعه حتى أنه سُمى بالذراع الأيمن ل(بسام).

### جوان دياز
GM210994

دياز

نجم نجوم الأرجنتين ومنتخب أمريكا الجنوبية صاحب المهارات المتعددة والأكروبات المثيرة والأهداف الخارقة.
كان دياز يلعب بالكرة منذ بلوغه من العمر 7 أشهر. لديه سبعة إخوة. صديقه المفضل، ألان باسكال. إن دياز موهوب للغاية، وسريع جدًا في تنفيذ الحركات. في السلسلة الثانية، يخسر دياز (منتخب الأرجنتين) ضد شنايدر (منتخب ألمانيا) بنتيجة 3 – 2.

### ألان باسكال

باسكال

صديق خوان دياز والذراع الأيمن له وظهر بقوة في الجزء الخامس.
ألان باسكال، من أبرز اللاعبين الأرجنتينيين، صديق دياز المفضل. لاعب جيد، لديه أساليب رائعة في الاعتراض والمناورة. في الأنمي المدبلج للعربية، تم اعتماد اسم (باسكال) في الجزء الخامس.
ويبين مسلسل الأنمي ان باسكال وصديقه دياز تربا مع بعضهما البعض منذ الطفولة على حب لعبة كرة القدم مما جعلهما ثنائي محترف في منتخب الأرجنتين.

### ناصر
اللاعب المبدع والمتألق لخط وسط فريق السعادة، انضم لفريق ماجد بعدما كان خصما له. تغير اسمه في السلسلة العربية أكثر من مرة لكن هذا اسمه في الجزء الأول اختلط اسمه في الجزء الأول مع كمال في مفارقات مضحكة بالسلسلة العربية. ولكن يتميز بالصبر والاجتهاد وحبه الشديد لماجد عكس كمال الذي يكره ماجد ولكن لا يمانع في اللعب لنفس الفريق طالما سيضمن النصر.
اللاعب المبدع والمتألق لخط وسط فريق (السعادة)، انضم لفريق (ماجد) بعدما كان خصما له. تغير اسمه في السلسلة العربية أكثر من مرة لكن هذا اسمه في الجزء الأول ثم تلخبط اسمه في الجزء الأول مع كمال في مفارقات مضحكة بالسلسلة العربية.

### المدرب فواز

فواز رشدي

المعلم الخاص لماجد الذي ساعد كثيرا في صقل مواهبه وهو أيضا اللاعب البرازيلي السابق الذي عاش معاناة كبيرة في طفولته بسبب انفصال أمه عن الأسرة وموتها، وعاش معاناة أخرى قاسية في شبابه عندما أصيبت عينه بنزيف دموي في الشبكية يهدد بانفصال تام لها، أثناء أحد المباريات، مما منعه من المشاركة مع منتخب بلاده في كأس العالم بالرغم من أنه أفضل نجوم المنتخب، ولكن كانت الإصابة له بالمرصاد في طريق حلمه باللعب مع منتخب بلاده، ولكن أمله الباقي هو أن يفوز ماجد بكأس العالم باعتبار أن ماجد تلميذه النجيب وباعتبار أن نجاح ماجد يكون بالتالي نجاحا له.
مدرب برازيلي من نادي غريميو البرازيلي
حصل مع الفريق 55 لقب.
درب الفريق 5 مواسم.
5 بطولات دوري و 5 كؤوس أمير و 5 كؤوس ولي عهد و 5 دروع اتحاد و 5 كؤوس سوبر ياباني.
4 كؤوس اتحاد آسيوي و 4 بطولات دوري أبطال و 4 كؤوس سوبر آسيوي.
4 بطولات دوري المحترفين و 4 كؤوس عالم و 4 كؤوس سوبر عالمي.
كأسي الهند وكأس إيطاليا وكأس ألمانيا وكأس بلجيكا وكأس البرتغال.
خسر مع المجد بطولة دوري أبطال وكأس الاتحاد الآسيوي.

### زانجيف
زانجيف، كابتن منتخب أوزبكستان، لاعب يفضل اللعب بخشونة واضحة.
زانجيف تم اختياره في منتخب أوزبكستان للشباب وقد كانت ملحمة قوية بين الفريق العربي (الياباني) ومنتخب أوزبكستان ولكن تغلب الفريق العربي بهدف مقابل لا شيء بعد صعوبة كبيرة.

### كمال
هدّاف فريق السعادة، انضم لفريق ماجد بعدما كان خصما له. تغير اسمه أكثر من مرة طوال السلسلة العربية لكن هذا هو اسمه في الجزء الأول واختلط اسمه أكثر من مرة في الجزء الأول مع ناصر في مفارقات عجيبة. ويتميز كمال في السلسلة العربية بأسنانه الطويلة. كما يتميز بلعبة اسمها الرفعة الثلاثية وتنتهي غالبا لماجد أو الشبح أو عمار أو ياسين وتكون غالبا هدف بضربة رأس. لكنه وهو هدّاف فريق (السعادة)، انضم لفريق (ماجد) بعدما كان خصما له. تغير اسمه أكثر من مرة طوال السلسلة العربية لكن هذا هو اسمه في الجزء الأول وتلخبط اسمه أكثر من مرة في الجزء الأول مع (ناصر) في مفارقات عجيبة.

### حسام
تغير اسمه في الجزء الرابع والخامس، وهو الغزال الرشيق لفريق إلياسمين ثم المجد فيما بعد كما هو مسمى بالجزء الثاني، وهو أسرع لاعب في المنتخب وجناح خط وسطه المبدع.
وهو الغزال الرشيق لفريق (إلياسمين) ثم (المجد) فيما بعد كما هو مسمى بالجزء الثاني، وهو أسرع لاعب في المنتخب وجناح خط وسطه المبدع، كما أنه لاعب محور جيد، يمتاز بتسديداته الخيالية والبعيدة، أغلب الخبراء رشحوه ليكون من أفضل اللاعبين، لاعب مبدع ومراوغ وذو مهارات عالية.

### هاشم
قائد فريق المجد السابق قبل مجئ الشبح. واحترف نهاية المسلسل في نادي بهولندا. ولكنه لم يتم ذكره في المسلسل كثيرا سوى وقت تنفيذ الركلات الثابتة والتي يجيد تسديدها بين الثلاث خشبات.

### الحارس بشار
حارس فريق (المجد).
حارس قوي، ولديه بعض الهفوات.
لكنه حارس بارز ومن الأربع الأوائل في فريق المجد.
انتقل للفريق الثاني

### منير وأنور شوقي
يعرفان اختصارا باسم الأخوان شوقي. يتميزان بأسلوب ممتع بسبب حركاتهما البهلوانية في كرة القدم، ومن عادتهما أن يحولا الملعب إلى ساحة للسيرك البهلواني الممتع، وأنور يلعب كظهير أيمن بينما منير ظهير أيسر. ولكنهم يقضون معظم أوقات المباراة فوق العارضة.

### كابتن عصمت
مدرب بسام في الجزء الثالث، وهو مدرب يؤمن بأن القوة وحدها هي أساس كل شيء، وهو الذي أضفى صفة الشراسة والقوة على طبيعة لعب بسام.
مدرب ياباني من نادي الفرح
حصل مع الفريق 61 لقب
درب الفرق 6 مواسم
6 بطولات دوري و 6 كؤوس أمير و 6 كؤوس ولي عهد و 6 دروع اتحاد و 6 كؤوس سوبر ياباني
5 كؤوس اتحاد آسيوي و 5 بطولات دوري أبطال و 5 كؤوس سوبر آسيوي
5 بطولات دوري المحترفين و 5 كؤوس عالم و 5 كؤوس سوبر عالمي
بطولة دوري المحترفين اليابانية
لم يخسر أي بطولة

### غريب
اللاعب المثابر والمجتهد الذي مرّ بظروف قاسية عند احترافه في إيطاليا يتميز بسرعته الفائقة التي تفوق سرعة ماجد نفسه.وايضا من المتوقع انه كان يلعب في فريق المجد سابقا

### سليم، مجد
سليم في الجزء الأول ثم مجد في بقية الأجزاء صاحب ضربة النسر البعيدة وهو الفتى الأبرز على الإطلاق من حيث لعبه الجماعي وتعاونه مع فريقه. يعتبر من أقوى الخصوم الذين واجهوا ماجد لكنه يأتي في المرتبة
الثالثة بعد الرائع مازن والشرس بسام.

### حيان
المدافع العنيد السريع، وصاحب الضربة القاطعة ضربة السيف، يملك حس هجومي وسرعة إيقاع اللعب.

### عادل
حارس مرمى كبير، أنقذ فريق المجد وتصدى للكرات الصعبة.
واجه ماجد في الابتدائية حيث كانت البداية معقدة جداً، ولم يسمح له في تسجيل هدف، لكن ماجد سجل من خارج منطقة الجزاء، وسجل الاهداف من عدة أشكال، وحتى أنه حاول كسر ساقه لكنه فشل.

### قاسم
مدافع صلب، من أقوى مدافعي الفريق، لكنه سريع ويسدد الركلات الثابتة ويسجل كثيراً
يعدونه المدربين كصفقة رابحة، مدافع لا بأس به.

### عصام
هو واحد من أفضل المدافعين في السلسلة، وساهم بشكل كبير في الفوز ثلاث مرات متتالية في البطولة الوطنية.
غالباً على مقاعد البدلاء ولعب قليلا، صخرة دفاعية وصاحب تسديدات صاروخية
منقذ الفريق في الأوقات الصعبة.

### شوقي
لاعب فريق الهناء وهو لاعب فذ لديه العديد من التسديدات منها ما هو أرضي ومنها ما هو مقصي (دبل كيك) ولا يوجد منافس له بدليل انه لا يجد من يوقفه في زحفه للمرمى حتى مواجهة الحارس غير الحارس وليد في أغلب الأحيان واعتقد أن ماجد في نفس مستوى شوقي الذي نجده في المباريات النهائية ولم يظهر بالأنمي تسديداته الخاصة: Dual Flying، Flash Blue، Scissors back، Red Dragon، Diagonal strike، Double-headed dragon (with Zeid)

### بيير شيدو
فنان الكرة الفرنسية وتغير اسمه في الجزء الرابع إلى بيرو

### حسن
ضخم الجثة والمدافع الصلب الملقب بالجبل المتحرك. صديق مشترك لكل من لانا ومازن. يستطيع تحمل ضغوط أي مهاجم في العالم إلا الكابتن ماجد والتوأم. استطاع هزيمة فريق الحرية في المباراة القبل النهائي من دوري الجزء الثالث. ولكنه انهزم من فريق بسام بسبب العنف المستمر.
يمتلك ضربة الرصاص.

### سامر
صديق حسن عندما كان يلعب في فريق التفوق في الجزء الثاني، وهو صاحب مهارات رائعة في المناورة والتسديد بالرأس والخلفيات المزدوجة.
لاعب وسط عجيب، يسجل أهداف خيالية وخرافية، الجميع يشبهه باللاعب فرانك لامبارد، صديق (حسن) عندما كان يلعب في فريق (التفوق) في الجزء الثاني، وهو صاحب مهارات رائعة في المناورة والتسديد بالرأس والخلفيات المزدوجة.

### سامر، ماهر
سامر في الجزء الأول وماهر في الجزء الثاني والثالث وهو الفتى صاحب التمريرات الرائعة الذي انفصل عن مدرسة المجد في الجزء الثاني وانضم لمدرسة الوثبة وهو أيضا الذي تمكن متحالفا مع هدير من هزيمة بسام وياسين في مباراته ضد المنتخب في الجزء الثالث عندما التحق بمدرسة المدرب فوزي.

### كارلوس سانتانا
كابتن ساو باولو صاحب العينين الحزينتين واللاعب البرازيلي الفذ، وهو الخصم اللدود لماجد في مرحلة احترافه في البرازيل. سبب حزن عينيه هو قصة حزينة مر بها في طفولته. فقد كان كارلوس لقيطا رباه وتبناه أحد الأرستقراطيين المتوحشين من ذوي القلوب المتحجرة فقسا عليه ودربه على لعب الكرة غصبا ففقد كارلوس كل مشاعره وأصبحت عيناه حزينتان لكنهما قاسيتان.

### هدير
ظهر بقوة في الجزء الثالث وهو أكبر أعضاء المنتخب سنا لذلك لم يلعب مع منتخب الشباب بقيادة ماجد ورفاقه لأنه أكبر من السن المحدد لدخول البطولة ولكنه فتى يملك كل المهارات الممكنة من تسديد ومناورة وقوة بدنية هائلة تفوق قوة بسام. حلمه أن يذهب إلى الأرجنتين ليتقن الضربة العاصفة التي هي أقوى من تسديدة بسام وفي المستقبل سيتقن هو وماجد ضربة العاصفة.
انتقل إلى شالكة الألماني بمبلغ 5 ملايين.

### جينو هرناندز
الحارس الإيطالي الفذ الذي يصد أصعب التسديدات. ظهر في الجزء الثالث والجزء الخامس.
كان له دور كبير في منافسة إيطاليا على كأس العالم للناشئين والشباب فيما بعد. يمتاز بالروح الرياضية والأخلاق الرائعة والعناد الشديد. وكان أبرز من ساعد غريب أثناء فترة احترافه في إيطاليا.